# 张福利
张福利（1965年—），河北滦县人，汉族，中华人民共和国政治人物、第十二届全国人民代表大会河北地区代表。

## 生平
毕业于长江商学院。2013年，被选为全国人大代表。